# まいづる (列車)
まいづるは、西日本旅客鉄道（JR西日本）が京都駅 - 東舞鶴駅間を山陰本線（嵯峨野線）・舞鶴線経由で運行する特別急行列車である。
北近畿ビッグXネットワークを形成する列車のひとつである。イメージカラーは橙色（■）で、京都府舞鶴市にある赤れんが倉庫群にちなんでいる。

## 概要
特急「まいづる」の前身は、1972年（昭和47年）10月のダイヤ改正で急行「丹後」の増発により新設された、山陰本線京都方面からの東舞鶴駅直通列車である。その後、1985年（昭和60年）には特急「あさしお」が東舞鶴駅までの運転を開始した。
1996年（平成8年）3月に山陰本線園部駅 - 綾部駅間が電化され、京都駅 - 城崎（現：城崎温泉）駅間が全線電化されると同時に、特急「あさしお」と急行「丹後」は廃止され、京都駅と東舞鶴駅を直通する列車は、夏季・冬季に走った臨時列車である急行「舞鶴」などの一部を除いて廃止された（西舞鶴駅までは、当時京都駅発着だった「タンゴエクスプローラー」が乗り入れていた）。
1999年（平成11年）10月2日に舞鶴線電化開業に伴い、現在の特急「まいづる」が新設された。2004年（平成16年）にさらに1往復増発され、「タンゴディスカバリー」と合わせて京都駅 - 東舞鶴駅間には5往復の特急列車が走るようになった。2011年（平成23年）には列車名統合によって「タンゴディスカバリー」の一部を吸収している。

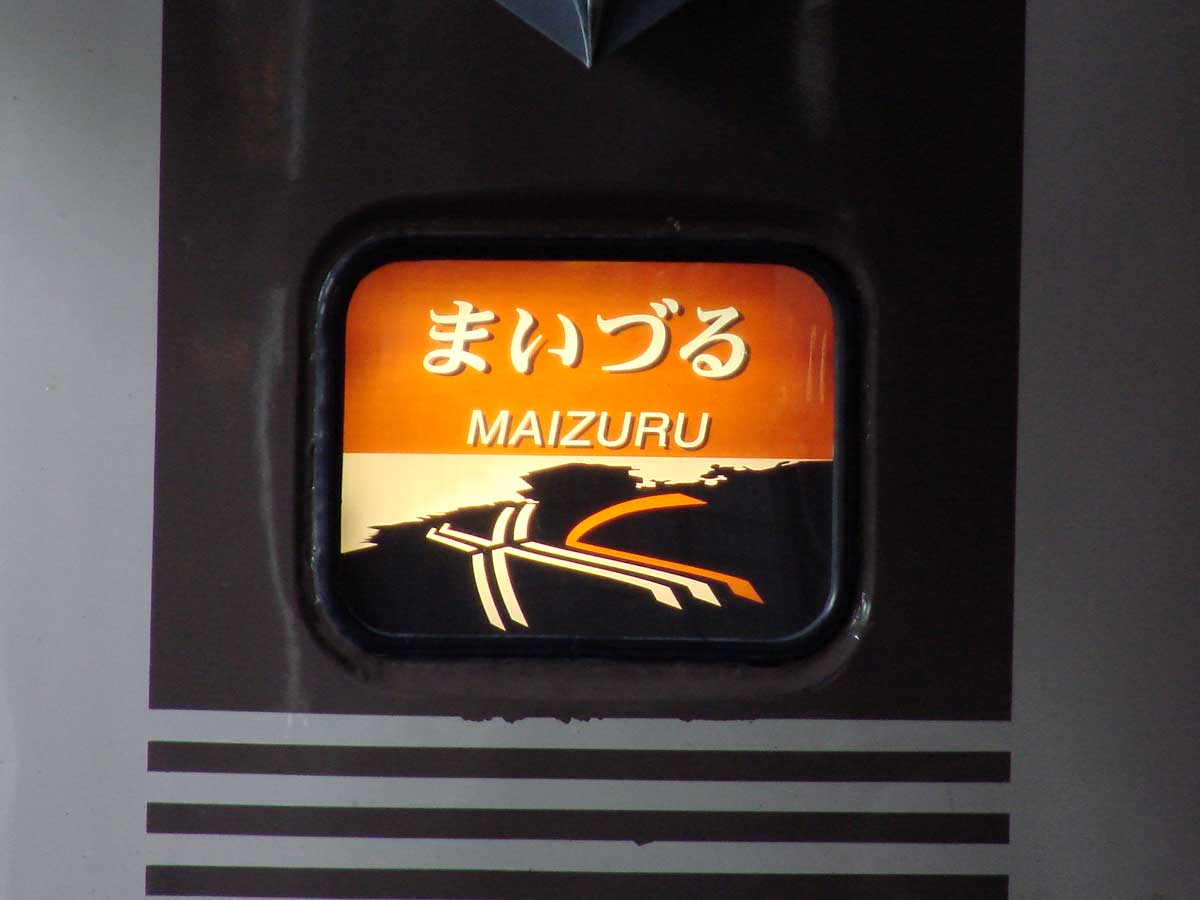
183系時代のヘッドマーク

## 運行概況
2024年（令和6年）3月16日現在、京都駅 - 東舞鶴駅間に下り8本・上り7本が運転されており、全列車が京都駅 - 綾部駅間は福知山・豊岡方面発着の特急「きのさき」または「はしだて」と連結運転を行っている。綾部駅では方向転換を行って列車の進行方向が変わる。
夜間滞泊は西舞鶴駅で行っている。ただし、吹田総合車両所福知山支所（旧：福知山電車区）まで回送される運用が1本ある。
2003年（平成15年）春から「まいづる」のうち1往復が、観光シーズン（特に、松葉ガニシーズンがピークとなる11月から翌3月まで）や祝休日などの多客期に臨時列車として、東舞鶴駅 - 小浜線小浜駅間で延長運転が行われていたが、この延長運転は現在行われておらず、その代替として東舞鶴駅で小浜線普通列車と相互接続させることで、利便性をカバーしている。
全区間で交通系ICカード「ICOCA」が利用できる。

### 停車駅
京都駅 - 二条駅 - 亀岡駅 - 園部駅 -（日吉駅）- 綾部駅 - 西舞鶴駅 - 東舞鶴駅
- （ ）：一部の列車が停車
- かつては一部列車が胡麻駅・和知駅に停車していたが、2011年（平成23年）3月11日を最後に全列車通過となった。
- 2023年（令和5年）10月23日 - 12月10日の土休日、2024年（令和6年）3月23日 - 4月7日の土休日、9月14日 - 9月16日と9月21日 - 9月23日、10月5日 - 12月8日の土休日には、下り3号と上り10・12号が、嵯峨野線混雑緩和の一環として嵯峨嵐山駅に臨時停車した[14][15][16][17]。

停車駅の詳細は以下の表を参照。
凡例
- ●：停車
- ─：通過

| 路線名          | 路線名   | 山陰本線 | 山陰本線 | 山陰本線 | 山陰本線 | 山陰本線 | 山陰本線 | 舞鶴線 | 舞鶴線   | 舞鶴線   |
| 運行本数        | 号数     | 京都駅   | 二条駅   | 亀岡駅   | 園部駅   | 日吉駅   | 綾部駅   | 綾部駅 | 西舞鶴駅 | 東舞鶴駅 |
| --------------- | -------- | -------- | -------- | -------- | -------- | -------- | -------- | ------ | -------- | -------- |
| 下り7本 上り6本 | 下記以外 | ●        | ●        | ●        | ●        | ─        | ●        | ●      | ●        | ●        |
| 下り1本 上り1本 | 11号 2号 | ●        | ●        | ●        | ●        | ●        | ●        | ●      | ●        | ●        |
| 停車本数        | 下り     | 8        | 8        | 8        | 8        | 1        | 8        | 8      | 8        | 8        |
| 停車本数        | 上り     | 7        | 7        | 7        | 7        | 1        | 7        | 7      | 7        | 7        |

### 使用車両・編成
2011年（平成23年）3月12日のダイヤ改正より、吹田総合車両所福知山支所所属の287系電車および、京都丹後鉄道所属のKTR8000形気動車が使用されている。
全列車が普通車のみで、グリーン車は連結されていない。綾部駅で方向転換を行うが、舞鶴線内での走行は30分に満たないため、東舞鶴駅始発の列車の座席は進行方向と逆向きにセットされている。
287系電車
2011年（平成23年）3月12日より運転開始。2024年（令和6年）3月16日時点では、下り1・3・7・9・11・13号、上り2・4・8・10・12号に充当される。

KTR8000形気動車
「まいづる」としては2011年（平成23年）3月12日より運転開始。2024年（令和6年）3月16日時点では、下り5・15号、上り6・14号に充当される。

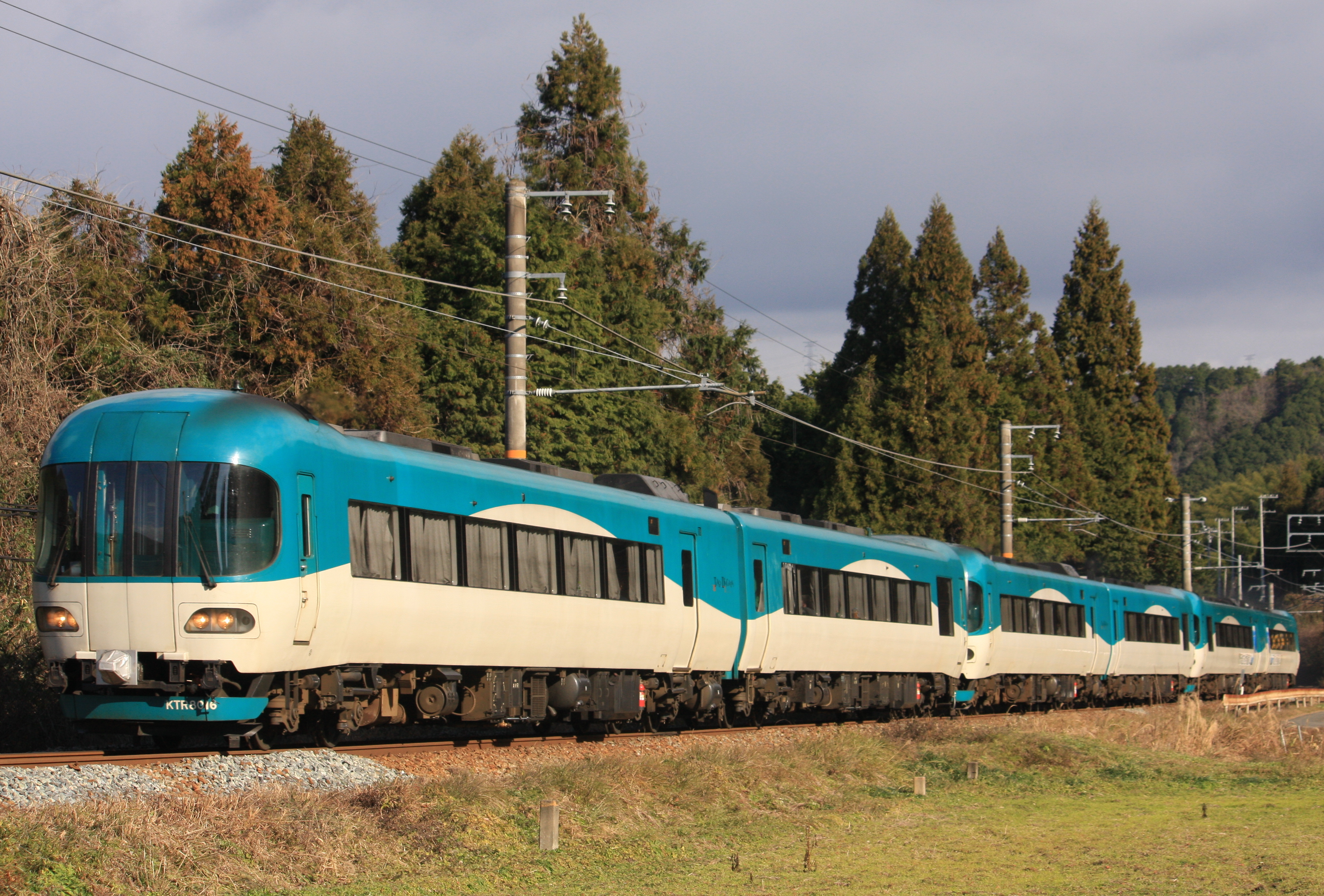
KTR8000形気動車による「まいづる」5号・「はしだて」5号

#### 過去の使用車両
183系電車　
運行開始当初から2011年（平成23年）3月11日まで使用されていた。

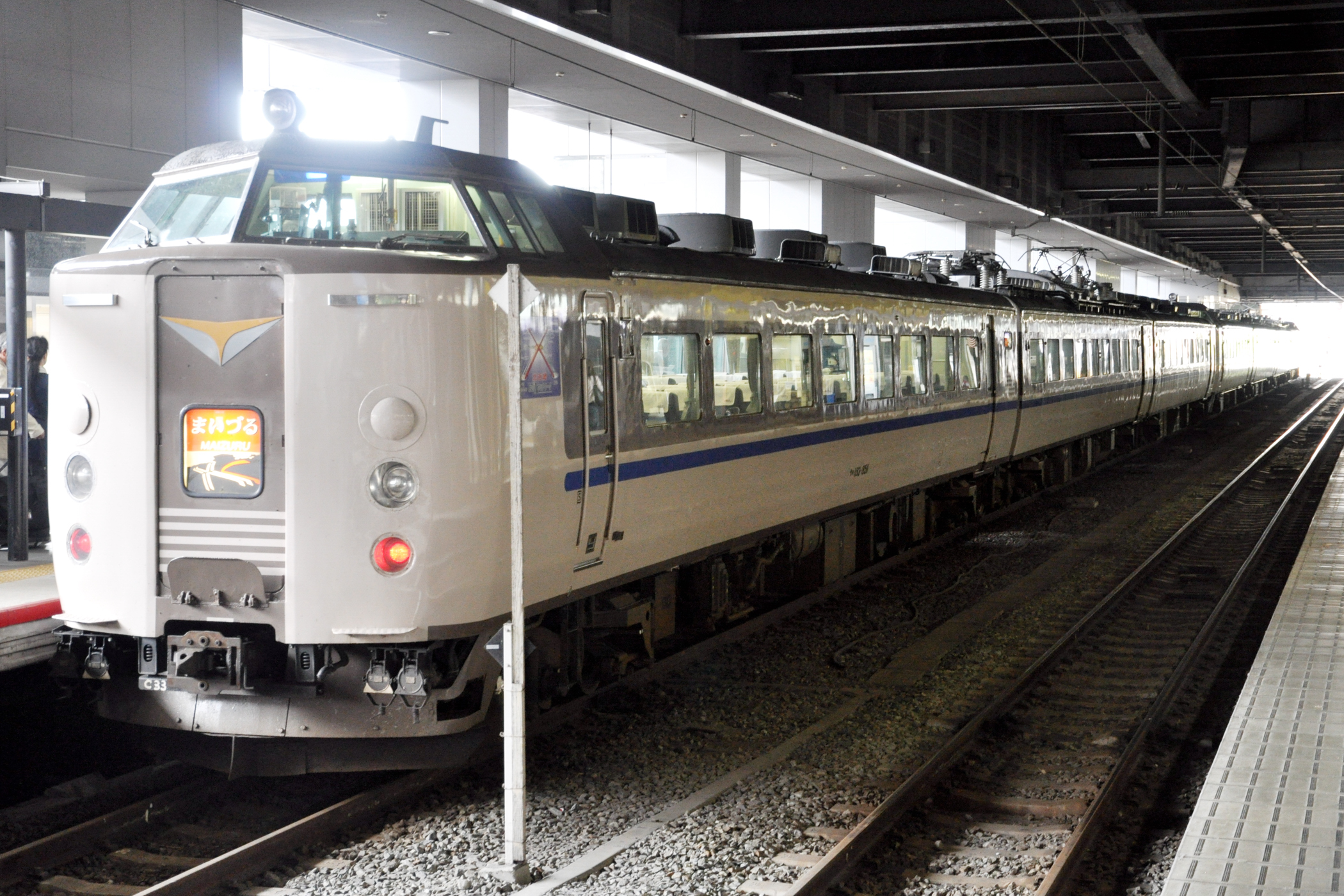
183系「まいづる」

### 担当車掌区
- みやこ列車区
- 福知山車掌区

## 沿革

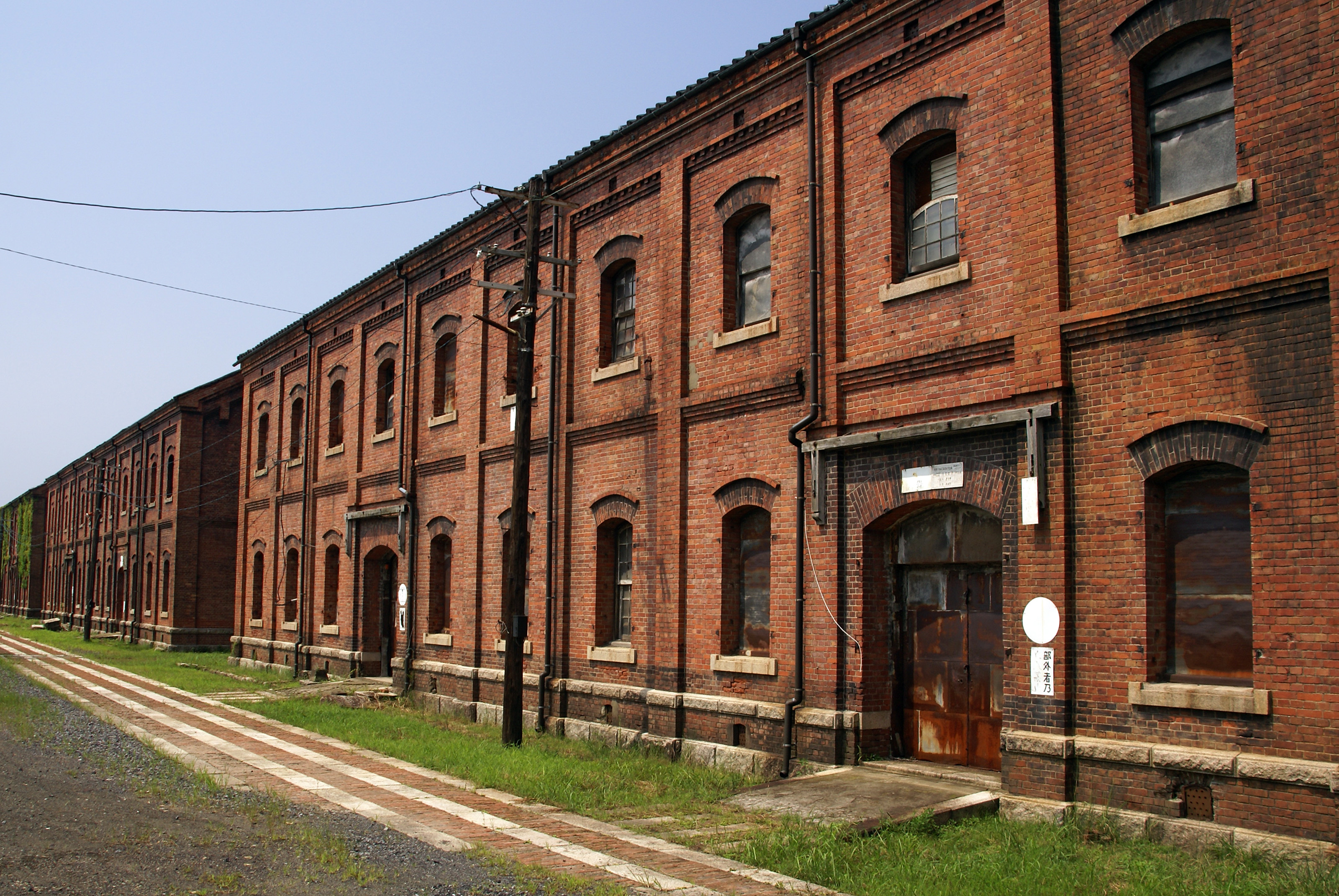
舞鶴には、赤れんが倉庫群など旧帝国海軍の遺跡が多数残っており、特急「まいづる」のイメージカラーも赤れんがにちなむ。

- 1999年（平成11年）10月2日：京都駅 - 東舞鶴駅間で「まいづる」が3往復運転開始[21]。当時は全区間単独運転で、グリーン車が連結された6両または4両編成で運行されていた。
- 2003年（平成15年）10月1日：下り2本・上り1本が増発される[22]。また、このダイヤ改正から京都駅 - 綾部駅間は全列車「たんば」「はしだて」との併結運転を開始し、普通車のみの3両編成になる[23]。
- 2004年（平成16年）3月13日：1往復が増発[24]。
- 2007年（平成19年）3月18日：全車禁煙になる[25]。
- 2011年（平成23年）3月12日：183系の運用を終了し、287系およびKTR8000形が投入される。また、列車名統合によって併結運転の相手を「たんば」から「きのさき」に変更し、一部列車が行っていた胡麻駅・和知駅への停車を取りやめる[20]。
- 2021年（令和3年）3月13日：新型コロナウイルス感染症の流行に伴い、下り3・7・9号と上り4・8・10号の運転を取りやめる（ただし同年12月1日 - 2022年（令和4年）1月31日については運転）。
- 2022年（令和4年）3月12日：全車指定席になる[26][27][28]。新型コロナウイルス感染症の流行に伴い、下り9号と上り10号の運転を当面の間は取りやめる（同年7月1日以降は運転）。